# Miguel Paleólogo (hijo de Andrónico III)
Miguel Paleólogo (en griego: Μιχαήλ Παλαιολόγος; nacido en 1337) fue un príncipe bizantino e hijo del emperador Andrónico III Paleólogo.
Poco se sabe de la vida de Miguel. Nació en 1337, durante el reinado de su padre, y por eso se le llamó porfirogéneta. En algún momento antes de la muerte de Andrónico III en 1341, Miguel fue elevado al rango de déspota en la corte bizantina. En 1351/1352, cuando su hermano mayor, el emperador Juan V Paleólogo, se enfrascó en una lucha por el trono con Mateo Cantacuceno, Juan V, quien buscaba la ayuda del emperador serbio Esteban Dušan, lo envió como rehén a la corte serbia. No se sabe nada más de él.